# Eudactylinodes keratophagus
Eudactylinodes keratophagus is een eenoogkreeftjessoort uit de familie van de Eudactylinidae. De wetenschappelijke naam van de soort is voor het eerst geldig gepubliceerd in 1986 door Deets & Benz.